# Герб Очакова
Герб Оча́кова — офіційний геральдичний символ міста Очаків Миколаївської області, затверджений Очаківською міською радою рішенням № 10 від 31 жовтня 2014 р.

## Опис
У червоному полі — золота башта над лазуровою водою, зліва від якої — обернений рогами донизу півмісяць, справа — візантійський хрест: імовірно як ознака перемоги православ'я над ісламом, і визволення міста з-під Османського гніту зокрема.

## Історія
Попередній варіант герба був затверджений 23 грудня 1997 року рішенням Очаківської міської ради.

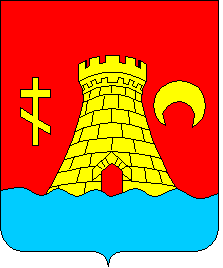
Герб 1997 р.

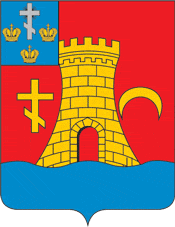
Герб царських часів